# زيليكو فرانولوفيتش
اختص في الملاعب الترابية فاز بالخصوص ببطولة مونت كارلو سنة 1970 ثم لعب النهائي في رولان جاروس وكان خصمه جان كودس بعد فوزه على آرثر آش في الدور ربع النهائي (6-3، 3-6، 10-8، 4-6، 6-3)، ثم كليف ريتشي . في العام الموالي وصل إلى الدور نصف النهائي هناك. شارك في أول نسختين للماجستير عامي 1970 و1971.
تحول إلى الاحتراف في عام 1969، وحصل على 9 ألقاب في بطولة اتحاد لاعبي التنس المحترفين (ATP ) وحوالي ثماني بطولات للهواة بما في ذلك بطولة يوغوسلافيا الدولية في أعوام 1967 و1970 و1971 .